# Page Kennedy
Page Kennedy (Detroit, 23 novembre 1976) è un attore, comico e rapper statunitense.

## Biografia
Conosciuto per aver interpretato Caleb Applewhite nella serie Desperate Housewives, tra il 2006 e il 2007 recita nella serie televisiva statunitense Weeds, mentre nel 2010 appare sugli schermi televisivi interpretando Radon Randell in Blue Mountain State e recitando nella terza puntata di Justified. Recita inoltre sia nel film del 2018 Shark - Il primo squalo, sia nel sequel del 2023 Shark 2 - L'abisso.

## Filmografia

### Cinema
- S.W.A.T. - Squadra speciale anticrimine (S.W.A.T.), regia di Clark Johnson (2003)
- Leprechaun 6 - Ritorno nel ghetto (Leprechaun: Back 2 tha Hood), regia di Steven Ayromlooi (2003)
- Shackles - Benvenuti alla scuola dei duri (Shackles), regia di Charles Winkler (2005)
- In the Mix - In mezzo ai guai (In the Mix), regia di Ron Underwood (2005)
- Shark - Il primo squalo (The Meg), regia di Jon Turteltaub (2018)
- Shark 2 - L'abisso (Meg 2: The Trench), regia di Ben Wheatley (2023)

### Televisione
- Six Feet Under – serie TV, episodio 2x02 (2002)
- Philly – serie TV, episodio 1x19 (2002)
- The Shield – serie TV, episodi 1x01-1x08 (2002)
- NYPD - New York Police Department (NYPD Blue) – serie TV, episodio 11x03 (2003)
- Medical Investigation – serie TV, episodio 1x06 (2004)
- Blind Justice – serie TV, episodio 1x12 (2005)
- Love, Inc. – serie TV, episodio 1x01 (2005)
- Desperate Housewives – serie TV, 6 episodi (2005)
- Pepper Dennis – serie TV, episodio 1x01 (2006)
- CSI - Scena del crimine (CSI: Crime Scene Investigation) – serie TV, episodio 6x20 (2006)
- Boston Legal – serie TV, episodio 2x23 (2006)
- Barbershop – serie TV, 4 episodi (2005-2006)
- CSI: Miami – serie TV, episodio 5x22 (2007)
- Weeds – serie TV, 11 episodi (2006-2007)
- My Name Is Earl – serie TV, episodio 3x03 (2007)
- Avvocati a New York (Raising the Bar) – serie TV, episodio 1x06 (2008)
- Cold Case - Delitti irrisolti (Cold Case) – serie TV, episodio 6x08 (2008)
- Justified – serie TV, episodio 1x03 (2010)
- Bones – serie TV, episodio 5x15 (2010)
- Blue Mountain State – serie TV, 13 episodi (2010-2011)
- The Closer – serie TV, episodio 7x01 (2011)
- Robot Chicken – serie TV animata, episodio 6x19 (2013) (voce)
- Legit – serie TV, episodio 1x05 (2013)
- Southland – serie TV, episodio 5x03 (2013)
- Chosen – serie TV, episodio 3x05 (2014)
- The Soul Man – serie TV, episodio 4x01 (2015)
- Backstrom – serie TV, 13 episodi (2015)
- Rush Hour – serie TV, 13 episodi (2016)
- Rhett and Link's Buddy System – webserie, 8 episodi (2016)
- Unsolved – serie TV, episodi 1x04-1x05-1x07 (2018)

## Doppiatori italiani
Nelle versioni in italiano delle opere in cui ha recitato, Page Kennedy è stato doppiato da:
- Alessandro Ballico in Desperate Housewives - I segreti di Wisteria Lane,[1] CSI: Miami[2]
- Mirko Mazzanti in S.W.A.T. - Squadra speciale anticrimine,[3] Cold Case - Delitti irrisolti[4]
- Stefano Brusa in Shark - Il primo squalo,[5] Shark 2 - L'abisso[6]
- Luigi Ferraro in The Shield[7]
- Vittorio Guerrieri in CSI - Scena del crimine[8]
- Simone Mori in Weeds[9]
- Nanni Baldini in The Closer[10]
- Stefano Alessandroni in Unsolved[11]